# Luke Littler
Luke Littler (Warrington, 21 gennaio 2007) è un giocatore di freccette inglese.
Soprannominato The Nuke ("La bomba atomica"), è l'attuale detentore del campionato del mondo PDC. Avendolo vinto a 17 anni e 347 giorni, è il più giovane campione del mondo di freccette.
Littler è salito alla ribalta durante il campionato del mondo PDC 2024, ove a 16 anni è giunto sino alla finale (pur essendo 164° nel ranking PDC) venendo sconfitto solo da Luke Humphries. Nel suo anno di debutto ha conquistato la Premier League Darts e il Grand Slam of Darts, divenendo in entrambi i casi il più giovane vincitore di sempre. È inoltre il giocatore più giovane di sempre ad aver realizzato un nine-dart finish (al Bahrain Darts Master del 2024), due giorni prima di compiere 17 anni.
Il suo impatto nel mondo delle freccette ha portato lo sport ad una crescente popolarità, un fenomeno denominato dalla stampa Littlermania. Per tale motivo è stato nominato nel 2024 "Giovane personalità sportiva dell'anno" da BBC Sport e si è classificato secondo nella categoria "Personalità sportiva dell'anno" dietro Keely Hodgkinson.

## Statistiche
| V | F | SF | QF | #T | RR | Q# | A | ND |

(V) Torneo vinto; raggiunto (F) finale, (SF) semifinale, (QF) quarti di finale, (#T) turni 4, 3, 2, 1; (RR) round - robin; (Q#) Turno di qualificazione; (A) assente dal torneo; (ND) torneo non disputato.
| Torneo                      | 2023 | 2024 | 2025 |
| Campionato del mondo        | A    | F    | V    |
| World Matchplay             | A    | 1R   |      |
| World Grand Prix            | A    | 1R   |      |
| UK Open                     | 4R   | QF   |      |
| Grand Slam of Darts         | A    | V    |      |
| Campionato d'Europa         | A    | 1R   |      |
| Players Championship Finals | A    | F    |      |
| Premier League Darts        | A    | V    |      |
| Ranking (fine anno)         | 164  | 4    |      |

## Palmarès

### PDC Majors
- Campionato del mondo PDC: 1
- Premier League Darts: 1
- Grand Slam of Darts: 1